# Поповское (Карабихское сельское поселение)
Поповское — деревня в Ярославском районе Ярославской области. Входит в состав Карабихского сельского поселения.

## География
Находится в восточной части Ярославской области на расстоянии приблизительно 13 км на юг-юго-восток по прямой от станции Ярославль.

## История
В 1859 году здесь (деревня Ярославского уезда Ярославской губернии) было учтено 8 дворов, в 1898 — 13, в 1941 — 15.

## Население
Численность населения: 43 человека (1859 год), 2 (русские 50 %, украинцы 50 %) в 2002 году, 0 в 2010.

## Транспорт
Поповское находится в 1,8 км от автодороги «Ярославль — Гаврилов-Ям». До деревни идёт грунтовая дорога от Ананьино.
Ближайшая остановка общественного транспорта находится в деревне Ананьино.